# Campinas Challenger 2 2001
Il Campinas Challenger 2 2001 è stato un torneo di tennis facente parte della categoria ATP Challenger Series nell'ambito dell'ATP Challenger Series 2001. Il torneo si è giocato a Campinas in Brasile dal 27 agosto al 2 settembre 2001 su campi in terra rossa.

## Vincitori

### Singolare
Juan Ignacio Chela ha battuto in finale  Diego Moyano 6–3, 6–3

### Doppio
Edgardo Massa /  Flávio Saretta hanno battuto in finale  Adriano Ferreira /  Antonio Prieto con il punteggio di 1–6, 7–6(5), 6–4